# René Descartes

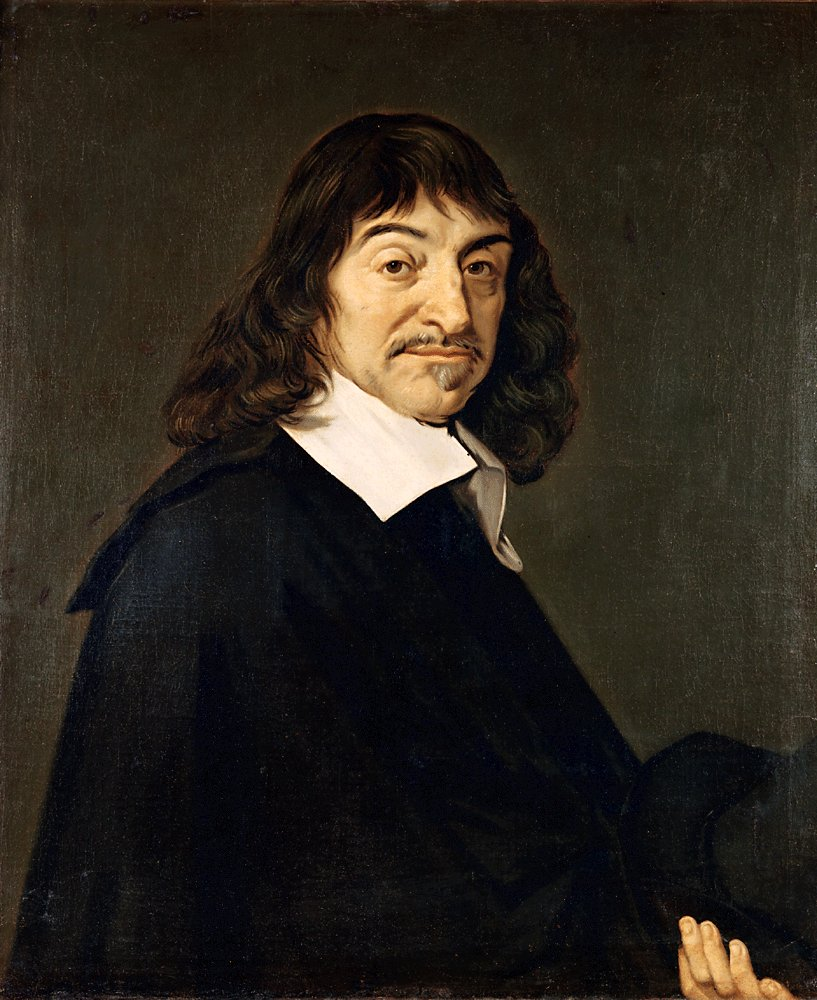
René Descartes (Frans Hals, 1649)

René Descartes [ʁəˈne deˈkaʁt] (latinisiert Renatus Cartesius; * 31. März 1596 in La Haye en Touraine; † 11. Februar 1650 in Stockholm) war ein französischer Philosoph, Mathematiker und Naturwissenschaftler.

## Leben
Descartes wurde als drittes Kind einer kleinadeligen Familie der Touraine geboren. Sein Vater, Joachim Descartes (1563–1640), war Gerichtsrat (Conseiller) am Obersten Gerichtshof der Bretagne in Rennes. Seine Mutter, Jeanne Brochard, starb am 16. Mai 1597 nach der Geburt ihres letzten Kindes, das nicht überlebte. Da der Vater rasch wieder heiratete, verbrachte Descartes seine Kindheit bei seiner Großmutter mütterlicherseits und einer Amme, die ihn erzog und überlebte und die er liebevoll in seinem Testament bedachte (siehe Adrien Baillet, La Vie de Monsieur Descartes, 2 vol. 1691). Mit acht Jahren kam er als Internatsschüler auf das jesuitische Collège Henri-IV de La Flèche, welches er acht Jahre später mit einer klassischen sowie mathematischen Ausbildung verließ.

### Studien-, Lehr- und Wanderjahre
Anschließend studierte Descartes ab 1612 Jura in Poitiers und legte dort 1616 ein juristisches Examen ab. Statt jedoch eine juristische Karriere einzuschlagen, absolvierte er an einer Pariser Académie für junge Adelige einen Lehrgang in Fechten, Reiten, Tanzen und gutem Benehmen und verdingte sich noch im selben Jahr 1616 bei dem Feldherrn Moritz von Nassau im niederländischen Breda. Dort begegnete er dem sechs Jahre älteren Arzt und Naturforscher Isaac Beeckman, der ihn für die Physik begeisterte und dem er sein erstes naturwissenschaftliches Werk widmete, das mathematisch-physikalisch orientierte Musicæ compendium (1618).
Nach Reisen durch Dänemark und Deutschland verdingte sich Descartes 1619 erneut als Soldat, nun bei Herzog Maximilian von Bayern, unter dem er auf kaiserlich-katholischer Seite an den ersten Kämpfen des Dreißigjährigen Krieges und so auch an der Eroberung Prags 1620 teilnahm.
Im November 1619, kurz nachdem er in Prag die Arbeitsstätte des Astronomen Tycho Brahe (1546–1601) und in Regensburg die von Johannes Kepler (1571–1630) besichtigt hatte, entwickelte Descartes die Idee, dass es „eine universale Methode zur Erforschung der Wahrheit“ geben müsse und dass er berufen sei, sie zu finden, wobei er keine Erkenntnis akzeptieren dürfe außer der, die er in sich selbst oder dem „großen Buch der Welt“ entdeckt und auf ihre Plausibilität und Logik hin überprüft habe. Descartes begann die Arbeit an den Regulae ad directionem ingenii (Regeln zur Ausrichtung der Erkenntniskraft). In seiner Descartes-Biographie berichtet Adrien Baillet (1691) von drei Träumen, die Descartes angeblich in der Nacht vom Sonntag, den 10., auf Montag, den 11. November 1619, hatte, als er sich längere Zeit in der Freien Reichsstadt Ulm (nach anderen Quellen in Neuburg an der Donau) aufhielt. In den fragmentarischen Olympica aus Descartes’ eigenem Notizbuch, deren Inhalt aufgrund von Exzerpten von Gottfried Wilhelm Leibniz teilweise erhalten geblieben ist, findet sich jedoch keine zusammenhängende Beschreibung dieser Träume.
1620 hängte Descartes den Soldatenrock an den Nagel, machte eine Pilgerfahrt nach Loreto, die er der Jungfrau Maria zum Dank für die „Vision“ gelobt hatte. In den Jahren darauf unternahm er mehrmonatige Reisen durch das Heilige Römische Reich, die Niederlande, die Schweiz und Italien, wobei er Einblicke jeglicher Art zu gewinnen und mit den unterschiedlichsten Personen, vor allem Gelehrten, ins Gespräch zu kommen suchte.
1625 ließ er sich in Paris nieder. Hier verkehrte er mit Intellektuellen und bewegte sich in den Kreisen der gehobenen Gesellschaft, wobei er auch siegreich ein Duell bestand. Er las viel, schrieb bis 1628 weiter an den Regulae ad directionem ingenii und gewann zunehmend an Ansehen als scharfsinniger Kopf. Insbesondere beeindruckte er auf einer Abendgesellschaft Kardinal Pierre de Bérulle, den Vorsitzenden des Staatsrats und Gegenspieler von Kardinal Richelieu, so sehr, dass er von ihm zu einer Privataudienz eingeladen und danach aufgefordert wurde, seine Theorien ausführlicher darzustellen und damit die Philosophie zu reformieren.

### Zeit der Reife und der philosophischen Werke

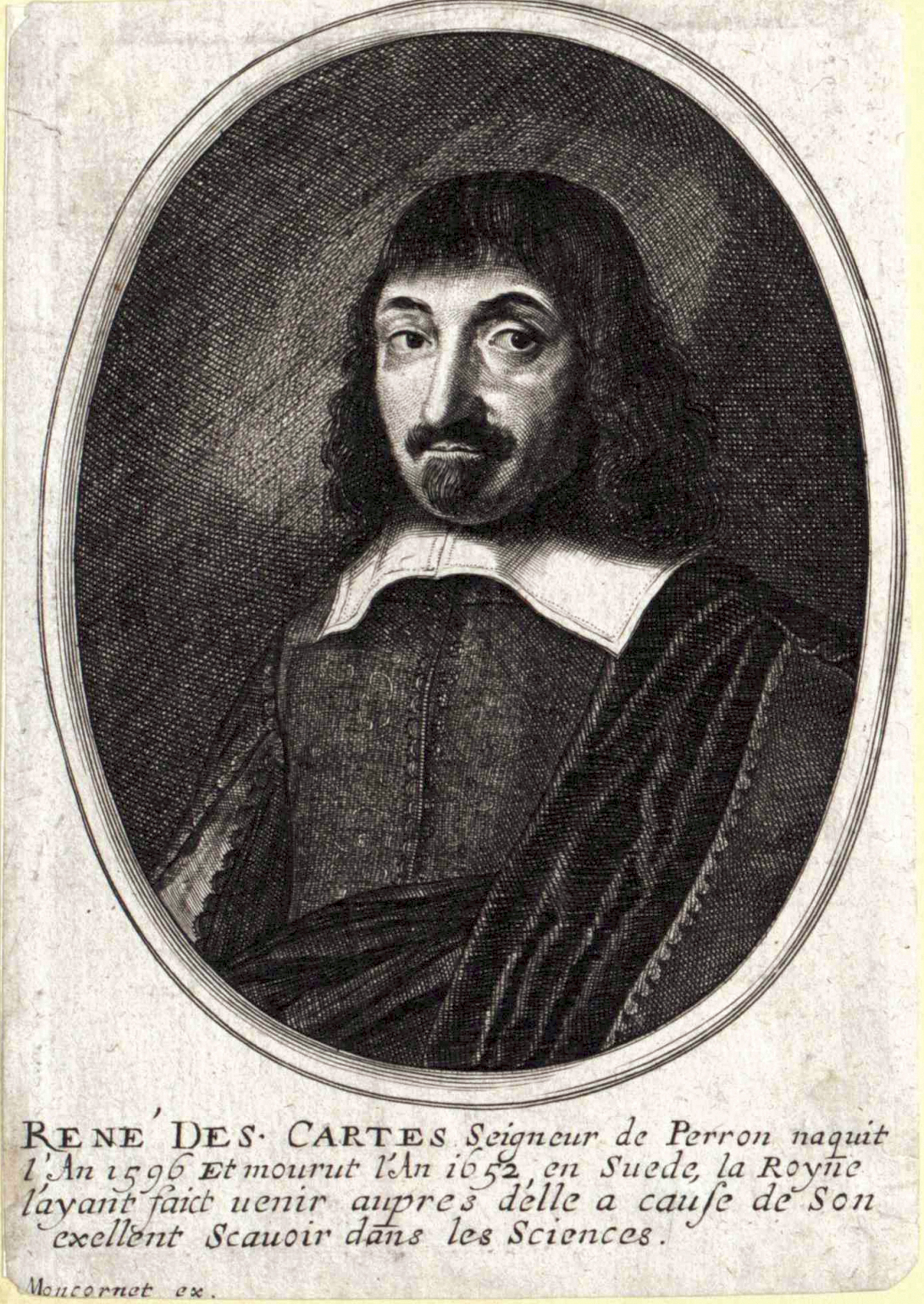
Descartes, Stich von Balthasar Moncornet

1629 zog es Descartes in die Niederlande, vermutlich wegen der größeren geistigen Freiheit, die dort herrschte. Hier verbrachte er, zwar im Austausch mit Intellektuellen unterschiedlichster Ausrichtung und Herkunft, aber dennoch relativ zurückgezogen, die nächsten 18 Jahre, wobei er häufig Wohnungen und Wohnorte wechselte. 1634 lebte Descartes in Egmond-Binnen zusammen mit Helena Jans van der Strom unter einem Dach. Sie war die Haushälterin seines Vermieters. Im Jahre 1635 bekam sie von ihm eine Tochter, Francine, welche in Deventer geboren sowie getauft wurde. Jedoch heirateten Descartes und Helena nicht. Francine verstarb mit fünf Jahren am 7. September 1640 an Scharlach. Descartes bezeichnete Francines Tod als „den größten Schmerz seines Lebens“ (Adrien Baillet). Am 13. Oktober 1642 schrieb er an seinen Freund Constantijn Huygens, Vater des berühmten niederländischen Astronomen Christiaan Huygens, wir Menschen seien geboren „für viel größere Freuden und ein viel größeres Glück, als wir sie auf dieser Erde erleben können. Wir werden die Toten dereinst wiederfinden, und zwar mit der Erinnerung an das Vergangene, denn in uns befindet sich ein intellektuelles Gedächtnis, das ganz zweifellos unabhängig von unserem Körper ist“. Er sei, so Descartes, von diesem Leben nach dem Tod „überzeugt durch natürliche und ganz offensichtliche Gründe“.
Vor allem korrespondierte Descartes intensiv mit seinem Pariser Freund Marin Mersenne und über diesen, der allein seine jeweilige Adresse kannte, mit Gelehrten aus ganz Europa sowie mit einigen geistig interessierten, hochstehenden Damen. Der Mathematiker Dirck Rembrantsz van Nierop besuchte ihn mehrmals.
Während seiner ersten Zeit in den Niederlanden arbeitete Descartes an einem Traktat zur Metaphysik, in dem er einen klaren und zwingenden Gottesbeweis zu führen hoffte. Er legte ihn jedoch beiseite zugunsten eines großangelegten naturwissenschaftlichen Werks, das in französischer Sprache verfasst werden sollte und nicht mehr, wie seine bisherigen Texte, in Latein. Diesen Traité du Monde „(Abhandlung über die Welt)“, wie er heißen sollte, ließ er jedoch unvollendet, als er vom Schicksal Galileo Galileis erfuhr, der 1633 von der Inquisition zum Widerruf seiner die Forschungen von Nicolaus Copernicus und Johannes Kepler bestätigenden Theorien gezwungen worden war. 1637 publizierte Descartes im holländischen Leiden anonym seinen Discours de la méthode pour bien conduire sa raison et chercher la vérité dans les sciences, plus la Dioptrique, les Météores et la Géométrie qui sont des essais de cette méthode (deutscher Titel: Abhandlung über die Methode des richtigen Vernunftgebrauchs und der wissenschaftlichen Wahrheitsforschung), wörtlich: „Abhandlung über die Methode, seine Vernunft gut zu gebrauchen und die Wahrheit in den Wissenschaften zu suchen, dazu die Lichtbrechung, die Meteore und die Geometrie als Versuchsanwendungen dieser Methode“. Der als populärwissenschaftliches Werk auf hohem Niveau angelegte Discours de la méthode, wurde langfristig Descartes’ wirksamstes Buch.
Kernpunkte des Discours sind:
- eine Erkenntnistheorie, die nur das als richtig akzeptiert, was durch die eigene schrittweise Analyse und logische Reflexion als plausibel verifiziert wird,
- eine Ethik, gemäß der das Individuum sich im Sinne bewährter gesellschaftlicher Konventionen pflichtbewusst und moralisch zu verhalten hat,
- eine Metaphysik, die zwar (durch logischen Beweis) die Existenz eines vollkommenen Schöpfer-Gottes annimmt, aber kirchenartigen Institutionen wenig Raum lässt,
- eine Physik, die die Natur als durch zwar gottgegebene, aber allgemein gültige Gesetze geregelt betrachtet und dem Menschen ihre rationale Erklärung und damit letztlich ihre Beherrschung zur Aufgabe macht.

Auch die nächsten Werke von Descartes lösten in Fachkreisen intensive Diskussion aus und waren langfristig wirksam:
- Zunächst lateinisch gedruckt wurden 1641 in Paris die Méditations sur la philosophie première, dans laquelle sont démontrées l’existence de Dieu et l’immortalité de l’âme (so der Titel einer französischen Übersetzung von 1647; deutsch „Meditationen über die Erste Philosophie, in der die Existenz Gottes und die Unsterblichkeit der Seele bewiesen wird“). Die zweite Auflage 1642 in Amsterdam erschien mit geändertem Untertitel, „denn ich kann nicht beweisen, dass Gott die Seele nicht vernichten könnte, sondern nur, dass sie von völlig anderer Natur als der Körper ist und nicht mit dem Körper stirbt“ (Brief an Marin Mersenne vom 24. Dezember 1640). Der Untertitel lautete nun: Meditationes de prima philosophia|Méditations sur la philosophie première, dans laquelle sont démontrées l’existence de Dieu et la distinction de l’âme et du corps (deutsch „Meditationen über die Erste Philosophie, in der die Existenz Gottes und der Unterschied zwischen Seele und Körper bewiesen wird“).
- Ebenfalls erst nachträglich ins Französische übersetzt wurde die Schrift Principia philosophiae („Grundlagen der Philosophie“, 1644).

Diese Schriften stießen bei den Theologen in Utrecht und Leiden auf so heftige Ablehnung, dass Descartes 1645 einen Umzug nach England erwog und in den Folgejahren Holland mehrmals fluchtartig zu Reisen nach Frankreich verließ. In den Principia behandelt Descartes nicht nur die direkten emotionalen Reflexe, z. B. Angst, sondern auch die spontanen Gefühlsregungen, z. B. Liebe oder Hass. 1649 erschien der Traktat Les Passions de l’âme („Die Leidenschaften der Seele“, 1649), den Descartes auf Aufforderung seiner Briefpartnerin, die pfälzische Prinzessin Elisabeth von der Pfalz, verfasst hatte. Descartes betonte, wie intelligent Elisabeth war und machte deutlich, dass sie der einzige Mensch sei, der seine Arbeit komplett verstehen würde.

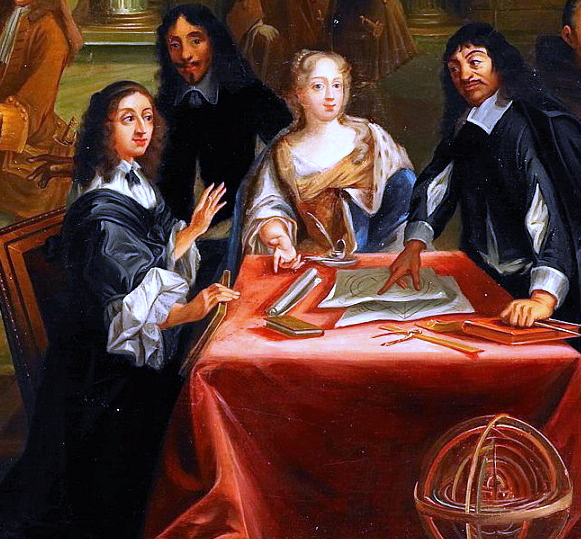
Christina von Schweden diskutiert mit René Descartes

Er interpretiert die Leidenschaften als nur allzu natürliche mentale Ausflüsse der kreatürlichen Körperlichkeit des Menschen, verpflichtet diesen aber – als ein zugleich mit einer Seele begabtes Wesen – zu ihrer Kontrolle durch den Willen und zu ihrer Überwindung durch vernunftgelenkte Regungen wie z. B. selbstlosen Verzicht oder großmütige Vergebung.

### Tod
Im Spätsommer 1649 folgte er einer Einladung der jungen Königin Christina von Schweden, mit der er seit etwa 1645 Briefe gewechselt hatte, und reiste nach Stockholm. Dort musste er jedoch mehrere Wochen auf die abwesende Königin warten und bekam erst in der zweiten Januarhälfte morgens um fünf Uhr einige Audienzen, um der Königin seine Philosophie zu erklären. Anfang Februar 1650 erkrankte er und starb zehn Tage später im Haus seines Gastgebers, des französischen Botschafters Pierre Chanut.
Die 2009 von Theodor Ebert vorgetragene These, Descartes sei mit Arsenik vergiftet worden, fand in Fachkreisen wenig Anerkennung.
Es wird nach wie vor überwiegend angenommen, dass Descartes an einer Lungenentzündung starb.
Descartes’ Grab befindet sich nach mehreren Umbettungen seit dem 26. Februar 1819 in der Abtei Saint-Germain-des-Prés in Paris. Dort liegt sein Leichnam bis auf den Schädel, den seit 1878 das Pariser Musée de l’Homme aufbewahrt.

### Verbot seiner Schriften
1663 wurden die Schriften Descartes’ vom Heiligen Stuhl auf den Index Librorum Prohibitorum gesetzt und nie wieder daraus entfernt. Nach seinem Tod kamen Klagen auf, er habe bei seinen naturwissenschaftlichen Studien keinen Raum für Gott gelassen. Dabei traten die Jesuiten an vorderster Front für das Verbot seines Werks ein. Auf die Indizierung von 1663 folgte eine lange Reihe von Verboten, darunter 1691 der königliche Bann gegen die Verbreitung aller Lehren Descartes’ an französischen Schulen.

## Bedeutung
Descartes gilt als der Begründer des modernen frühneuzeitlichen Rationalismus, den Baruch de Spinoza, Nicolas Malebranche und Gottfried Wilhelm Leibniz kritisch-konstruktiv weiterführten. Sein rationalistisches Denken nennt man auch Cartesianismus. Von ihm stammt das berühmte Diktum „cogito ergo sum“ (deutsch „Ich denke, also bin ich“), welches die Grundlage seiner Metaphysik bildet, aber auch das Selbstbewusstsein als genuin philosophisches Thema einführte. Die Annahme, dass die denkende Seele der Ursprung der Erkenntnis sei, hat drei Implikationen: Erstens ist die Quelle aller Erkenntnis nicht mehr im Aufspüren der Gedanken Gottes zu suchen; zweitens macht das denkende Ich den Leib zu einem Objekt der Körperwelt wie andere auch (Leib-Seele-Dualismus); drittens gelten im Bereich der Körper Gesetze der Bewegung, die von keinem Eingriff der Seele in das Geschehen durchbrochen werden (mechanistisches Weltbild). Offen bleiben jedoch die Fragen, wie die Welt der Körper über die Sinnesorgane auf das denkende Ich wirkt und wie der Wille auf die Körperwelt einwirken kann (nach Descartes kann er allenfalls die Richtung der Bewegung der Körper verändern, deren Impuls jedoch gleich bleibt).
Descartes’ Auffassung bezüglich der Existenz zweier beim Menschen miteinander wechselwirkender, voneinander verschiedener „Substanzen“ – Geist und Materie – ist heute als cartesianischer Dualismus bekannt und steht im Gegensatz zu den verschiedenen Varianten des Monismus sowie zur dualistischen Naturphilosophie Isaac Newtons, der die Wechselwirkung aktiver immaterieller „Kräfte der Natur“ mit der absolut passiven Materie lehrt (siehe dazu Newtonsche Gesetze, Erstes Gesetz der Bewegung).
Descartes ist der Begründer der analytischen Geometrie, welche Algebra und Geometrie verbindet. Seine naturwissenschaftlichen Arbeiten – seine Ablehnung des Gravitationsprinzips oder seine Wirbeltheorie – sind zwar früh durch die Newtonsche Physik widerlegt worden; sie sind jedoch nicht gering zu schätzen, da Descartes einer der wichtigsten und strengsten Vertreter des Mechanizismus war, der die ältere aristotelische Physik abgelöst hat und auch Einfluss auf das medizinische Denken, etwa in der iatromechanischen Krankheitstheorie von Hermann Boerhaave und über das 17. Jahrhundert hinaus ausübte.
Sein Ethos der Pflicht und der Selbstüberwindung hat die Literatur der französischen Klassik des 17. Jahrhunderts, insbesondere Pierre Corneille, Nicolas Boileau, Jacques Bénigne Bossuet und Jean de La Bruyère, beeinflusst.

## Werk

### Philosophische Methode
Descartes’ Methode ist geprägt von seiner Praxis als Mathematiker. Die vier Grundregeln der Methode sind in seinen Augen eine Anwendung der in der Mathematik üblichen Verfahren und Arbeitsmethoden. Die im Discours de la méthode von Descartes ausführlich formulierte philosophische Methode wird in vier Regeln (II. 7–10) zusammengefasst:
1. Skepsis: Nichts für wahr halten, was nicht so klar und deutlich erkannt ist, dass es nicht in Zweifel gezogen werden kann.
2. Analyse: Schwierige Probleme in Teilschritten erledigen.
3. Konstruktion: Vom Einfachen zum Schwierigen fortschreiten (induktives Vorgehen: vom Konkreten zum Abstrakten)
4. Rekursion: Stets prüfen, ob bei der Untersuchung Vollständigkeit erreicht ist.

Dieser stark komprimierten und verkürzten Darstellung stehen die postum veröffentlichten Regulae ad directionem ingenii gegenüber – ein Werk, das unvollendet blieb und daher lediglich 21 der ursprünglich geplanten 36 Regeln darlegt. Descartes’ frühe Methodologie stützt sich mehrfach auf das Vermögen der Intuition; mit ihrer Hilfe, so Descartes, erfasst der Mensch die Wahrheit einfachster Aussagen (wie z. B.: ein Dreieck hat drei Seiten) – die Methode selbst besteht im Wesentlichen darin, komplexe Probleme derart zu zerlegen, dass ihre einzelnen Elemente qua intuition als wahr erkannt werden können. Damit wurde er zum Begründer des reduktionistischen (oder cartesianischen) Denkens. Erst später erweitert Descartes seine Konzeption um eine metaphysische Dimension, indem er hinterfragt, wie die Intuition für die Wahrheit des Erkannten bürgen könne (man könnte ja, so Descartes, auch in den einfachsten Dingen stets irren). Die Suche nach einem archimedischen Punkt führt schließlich zum berühmten cogito ergo sum oder auch „ego sum, ego existo … quamdiu cogito“ – „Ich bin, ich existiere … im Vollzug des Denkens“, widerspricht aber der frühen Methodologie in ihren Grundsätzen, so dass Descartes schließlich die Arbeit an den Regulae einstellte.

### Erkenntnistheorie

#### Descartes’ Meditationen und die Grundlagen der Erkenntnistheorie
Eine neue Erkenntnistheorie führt Descartes unter anderen in seinen sechs Meditationes de prima philosophia von 1641 aus.
Entsprechend seiner Methode handelt der erste Abschnitt von „dem, woran man zweifeln kann“: Die gängige Annahme, dass wissenschaftliche Erkenntnis aus sinnlicher Wahrnehmung und Denken entspringt, muss hinterfragt werden. Keiner der beiden Quellen darf man ungeprüft vertrauen. Unsere Sinne täuschen uns oft, da wir nicht einfach wahrnehmen, sondern frühere Wahrnehmungen, die unseren Körper konstituieren, unsere aktuellen Wahrnehmungen bedingen – wir projizieren. Aber auch dem Denken darf man nicht ungeprüft vertrauen, denn ein böser Dämon könnte so auf den Verstand einwirken, dass man falsche Schlüsse zieht und sich täuscht. Deshalb ist zunächst einmal an allem zu zweifeln.
Zweite Meditation: Doch woher weiß ich, ob das, was mit mir geschieht, Zweifeln ist, ob ich mich täusche, dass ich „ich“ bin und dass ich „bin“? Wenn ich aber zweifle, so kann ich selbst dann, wenn ich mich täusche, nicht daran zweifeln, dass ich zweifle und dass ich es bin, der zweifelt, d. h. ich bin als Denkender in jedem Fall existent. Der erste unbezweifelbare Satz heißt also: „Ich bin, ich existiere“ (Original lat.: ego sum, ego existo). Er ist, so Descartes, „notwendig wahr, so oft ich ihn ausspreche oder denke“. Descartes analysiert dann dieses zweifelnde Ich und bestimmt es als ein urteilendes, denkendes Ding: Als res cogitans.
Aurelius Augustinus (354–430) hatte diese Argumentation schon ähnlich formuliert: “si enim fallor, sum. nam qui non est, utique nec falli potest” („Selbst wenn ich mich täusche, bin ich. Denn wer nicht ist, kann sich auch nicht täuschen.“ Vom Gottesstaat 11,26).
In der dritten Meditation geht Descartes zu einer Theorie des Absoluten über. Eine Ursache könne nicht weniger vollkommen sein als ihre Wirkung. Da die eigene Vorstellung von Gott weit vollkommener sei als die eigene Vollkommenheit und Realität, könne daraus geschlossen werden, dass Gott existiere.
Danach wird die Inkompatibilität von „betrügerisch“ und göttlicher Vollkommenheit aufzuzeigen versucht: Ersteres wäre ein Mangel, letzteres schließt jeden Mangel aus. Gott könne also kein Genius malignus sein, wie es argumentationshalber in der ersten Meditation noch in Betracht gezogen worden war.
Das hieße aber auch, so die vierte Meditation weiter, dass wir auf die (in der ersten Meditation noch angezweifelte) Richtigkeit unserer empirischen Erfahrungen vertrauen können, weil es Gott gebe und er kein Betrüger sei. Den Grund, warum der Mensch dennoch in seinem Urteil zu fehlerhaften Schlüssen kommen kann, sieht Descartes darin, dass die gottgegebene Wahlfreiheit des Menschen sich auch auf Dinge erstreckt, über die er urteilt, obwohl sein Verstand sie nicht klar einsieht. Obgleich die Vernunft die Überlegungen leiten möge, besiegele der Wille letztendlich alle Urteile. Nicht durch den Willen selbst, sondern dadurch, dass er nicht richtig gebraucht werde, würden wir zu falschen Urteilen verführt. Wir müssten uns zwar weiterhin vor Irrtum hüten, könnten aber immerhin auf alles vertrauen, was wir klar und deutlich („clare et distincte“) eingesehen hätten.

In der Fünften Meditation „Ueber das Wesen der körperlichen Dinge und nochmals über Gott, dass er besteht.“ stellt René Descartes seinen ontologischen Gottesbeweis dar. Zu Beginn strebt Descartes eine Befreiung des Zweifelnden an und stellt die Frage nach der Gewissheit über körperliche Dinge. Er untersucht die Natur der Vorstellungen, bevor er sich mit deren Existenz auseinandersetzt. Ein zentrales Beispiel in dieser Meditation ist die Vorstellung eines Dreiecks. Descartes erklärt, dass obwohl kein Dreieck in der Wirklichkeit existiert, seine Eigenschaften mathematisch bewiesen werden können, beispielsweise dass die Innenwinkel jedes Dreiecks stets 180 Grad ergeben. 

„Dies erhellt daraus, dass von diesem Dreieck verschiedene Eigenthümlichkeiten bewiesen werden können, wie, dass seine drei Winkel zwei rechten gleich sind, dass seinem gröbsten Winkel die grösste Seite gegenübersteht, und Aehnliches.“

 

Aus dieser Überlegung ergibt sich für Descartes die Frage, ob, wenn eine Vorstellung wie die eines Dreiecks bewiesen werden kann, auch die Vorstellung Gottes bewiesen werden kann. Er formuliert diese Frage wie folgt: 

„Wenn nun daraus allein, dass ich die Vorstellung eines Dinges aus meinem Denken entnehmen kann, folgt, dass Alles, was ich als diesen Dingen zugehörend klar und deutlich erkenne, auch wirklich ihnen zugehört, kann da hieraus nicht auch ein Beweis für das Dasein Gottes entnommen werden?“

 Descartes beschreibt Gott als ein höchst vollkommenes Wesen, und argumentiert, dass die Vorstellung eines Gottes ohne Existenz keine Vollkommenheit beinhalten würde. 

„Es ist also ebenso widersprechend, Gott (d.h. ein höchst vollkommenes Wesen), dem das Dasein fehlt (d.h. dem eine Vollkommenheit fehlt), zu denken, als einen Berg zu denken, dem das Thal fehlt.“

Daher muss Gott existieren, da Vollkommenheit nach Descartes notwendigerweise Existenz einschließt.

#### Eingeborene Ideenideae innatae
Zunächst einmal sah Descartes in den Ideen gleichsam „Abbilder von Dingen“, die sich unter zwei Aspekten einteilen ließen. So nach ihrem Ursprung:
- Ideen, die auf Gegenstandswahrnehmungen beruhen: ideae factitiae
- Ideen, die durch die Einbildungskraft erzeugt werden: ideae adventitiae
- die eingeborenen Ideen: ideae innatae.[16]

Descartes räumte in seiner Theorie der menschlichen Erkenntnis den Überlegungen zu den eingeborenen Ideen, ideae innatae, eine Schlüsselposition ein. Sie seien aber nicht, etwa wie bei Platon, als ein selbstständig Existierendes zu denken, sondern wären durch das Denken zu erfassen. Woraus er folgerte, dass die eingeborenen Ideen eng mit dem denkenden, sich seiner selbst bewussten Subjekt zusammenhingen, da eine zu erkennende Idee etwas benötigt, das diese denkt. Im cartesianischen Innatismus wäre eine eingeborene Idee eine gedachte Sache.
Für ihn müssen die angeborenen Ideen (die ideae innatae):
- klar und deutlich,
- unmittelbar evident sowie
- als Basis für die Erkenntnisgewissheit apriorisch

sein.
Als wichtigste angeborene Ideen, die auf gar keinen Fall aus der Erfahrung gewonnen oder ausgedacht werden können, galten für ihn:
- die Idee der unendlichen Substanz (Gott),
- die Idee der endlichen und denkenden Substanz (der menschliche Geist) und
- die Idee der endlichen und ausgedehnten Substanz (Materie).[17]

### Mathematik

Seite aus La Geometrie

In der Mathematik ist Descartes vor allem für seine Beiträge zur Geometrie bekannt: Er verknüpfte Geometrie und Algebra und gehört damit zu den Wegbereitern der analytischen Geometrie, die die rechnerische Lösung geometrischer Probleme ermöglicht, wie z. B. die Parabel als Trisektrix oder die Würfelverdoppelung. Allerdings taucht nirgendwo in seinem Werk das heute nach ihm benannte, rechtwinklige kartesische Koordinatensystem auf, als dessen Erfinder mit größerem Recht Apollonios von Perge, Nikolaus von Oresme, Pierre de Fermat und Johan de Witt gelten können. Der Begriff kartesisch oder kartesianisch bedeutet allgemein von Cartesius eingeführt und tritt an verschiedenen Stellen der Mathematik auf, neben dem Koordinatensystem beispielsweise beim kartesischen Produkt.
Um 1640 leistete er einen Beitrag zur Lösung des Tangentenproblems der Differentialrechnung. Descartes wählte einen algebraischen Zugang, indem er an eine Kurve einen Kreis anlegte. Dieser schneidet die Kurve in zwei Punkten, es sei denn, der Kreis berührt die Kurve. Damit war es ihm für spezielle Kurven möglich, die Steigung der Tangente zu bestimmen. Dieser Ansatz fand unter seinen Zeitgenossen große Beachtung, trug allerdings kaum zur tatsächlichen Lösung des Problems bei, da man auf diese Weise dem Ableitungsbegriff nicht näher kam.
Es sind auch zwei Sätze nach Descartes benannt. Mit der Vorzeichenregel von Descartes kann man eine Obergrenze für die Anzahl der positiven und negativen Nullstellen eines Polynoms in den reellen Zahlen bestimmen. Der Vier-Kreise-Satz aus dem Jahre 1643 löst ein schon in der Antike betrachtetes Berührkreisproblem, zu drei sich gegenseitig berührenden Kreisen einen vierten zu finden, der wiederum die drei anderen berührt. Nach Descartes ist auch eine ebene algebraische Kurve 3. Ordnung (cartesisches Blatt) benannt, welche Descartes in einem Briefwechsel mit Fermat diskutierte. Nach ihm sind auch die Descartes-Zahlen benannt.

### Astronomie
1935 wurde der Mondkrater Descartes und 1993 der Asteroid (3587) Descartes nach ihm benannt.

### Physik
Das teleologische Weltbild des Aristoteles wird ersetzt durch ein kausalistisches, in dem sich innerhalb der Objektwelt (der Welt der res extensa also) alles notwendig durch Druck und Stoß ergibt. Diese Annahme ist im Weiteren Voraussetzung für die Theoriebildung in vielen Erfahrungswissenschaften geworden und allgemein Kennzeichen mechanistischen Denkens.
Im zweiten Teil (Über die Prinzipien der körperlichen Dinge) seiner 1644 erschienenen Principia philosophiae beschäftigt sich Descartes mit den grundlegenden Eigenschaften der Materie und stellt elementare Naturgesetze auf, die im Folgenden nach einer deutschen Übersetzung wiedergegeben werden.

#### Eigenschaften der Materie
Materie = Ausdehnung
Descartes’ Materiebegriff reduziert das Wesen materieller Körper allein auf ihre räumliche Ausdehnung nach Länge, Breite und Tiefe. Denn nur diese Ausdehnung ist im Lichte der Vernunft klar und deutlich vorstellbar, wogegen andere Eigenschaften wie Härte, Gewicht oder Farbe nur auf Sinneswahrnehmungen beruhen, denen als Erkenntnisquelle grundsätzlich zu misstrauen ist. Für Descartes sind materielle und geometrische Körper identisch.
Unmöglichkeit eines Vakuums
Da Materie und räumliche Ausdehnung wesensgleich sind, kann es einen leeren (materiefreien) Raum (Vakuum) nicht geben.
Unendliche Teilbarkeit
Atome (unteilbare Körper) kann es nach Descartes nicht geben, da jeder noch so kleine materielle Körper gedanklich geteilt werden kann.
Unbegrenzte Ausdehnung
Über jeden noch so großen Raum hinaus ist stets ein noch größerer „wahrhaft vorstellbar“, also „wirklich“. Dieser unbegrenzte Raum „enthält auch eine endlos ausgedehnte körperliche Substanz.“
Einheitlichkeit der Materie
Aus der Identität von Raum und Materie folgt auch, dass die Materie ihrem Wesen nach überall gleich ist. Insbesondere gibt es keinen Unterschied zwischen irdischer und himmlischer Materie.
Beweglichkeit
Materie ist nicht nur beliebig teilbar, sondern auch in ihren Teilen beweglich, so dass sie „all der Zustände fähig ist, die aus der Bewegung ihrer Teile folgen“.

#### Bewegungslehre
Relativitätsprinzip
Zwischen Ruhe und Bewegung gibt es keinen wirklichen Unterschied, da ein Körper (z. B. der Fahrgast eines Schiffs) relativ zu seiner unmittelbaren Umgebung (Schiff) in Ruhe sein kann, während er sich relativ zu anderen Körpern (Ufer) bewegt. Wenn sich ein Körper A relativ zu einem als ruhend gedachten Körper B bewegt, so kann man dies ebenso gut als eine Bewegung von B relativ zu dem ruhend gedachten A auffassen. Als erster, der dieses Prinzip formuliert hat, gilt allerdings Galileo Galilei (1632).
Bewegungserhaltung
Descartes sieht eines der Merkmale der Vollkommenheit Gottes in seiner Beständigkeit. Daraus schließt er, Gott sorge dafür, dass die Menge an Bewegung (quantitas motu, auch Bewegungsgröße), die er anfangs zusammen mit der Materie erschaffen hat, erhalten bleibt. Hierin kann eine erkenntnismäßige Vorstufe der Erhaltung von Impuls und kinetischer Energie gesehen werden. Allerdings unterscheidet Descartes diese beiden Größen noch nicht. Er quantifiziert die Bewegungsmenge als Produkt aus Größe des Körpers (den Begriff der trägen Masse kennt Descartes noch nicht) und Geschwindigkeit. Das entspricht dem heutigen Begriff Impuls, allerdings unter Vernachlässigung von dessen vektoriellem (gerichteten) Charakter.
Mit der „Unveränderlichkeit Gottes“ begründet Descartes auch einige weitere Regeln, die er ausdrücklich als „Naturgesetze“ deklariert.
Trägheitsprinzip
Descartes definiert dieses Prinzip, das  später als Erstes Newtonsches Axiom bekannt geworden ist, sinngemäß als Bestreben eines Körpers, beim Fehlen einer äußeren Einwirkung seine Form und seinen Bewegungszustand (nicht seinen Ort) beizubehalten.
Geradlinigkeit
Jeder Körper ist ohne Einwirken äußerer Kräfte bestrebt, seine momentane Bewegung geradlinig fortzusetzen. Hierdurch erklärt Descartes auch die bei einer erzwungenen Kreisbewegung auftretende Fliehkraft.
Stoßgesetze
Diese betreffen den (zentralen) Zusammenstoß zweier Körper und ihr Verhalten danach. Bei einem Stoßvorgang kann „Bewegung“ von einem auf den anderen Körper übergehen, doch immer so, dass die Summe der Bewegungsgrößen erhalten bleibt.
Descartes unterscheidet sieben Fälle, von denen der erste den elastischen Stoß zweier gleich großer Körper (Descartes nennt sie B und C), die sich mit gleicher Geschwindigkeit entgegenkommen, korrekt beschreibt. Das von Descartes behauptete Zurückprallen nach beiden Seiten mit unveränderter Geschwindigkeit entspricht auch aus heutiger Sicht der (klassisch-physikalischen) Realität.
Problematisch wird es jedoch schon beim zweiten Fallbeispiel, wo „B ein wenig größer als C, alles andere aber wie vorher“ ist. Jetzt „würde nur C zurückweichen, und beide würden nach links mit gleicher Geschwindigkeit sich bewegen“. Dies wäre zwar für den plastischen Stoß zutreffend, nicht aber für den elastischen.
Die unsaubere bzw. letztlich fehlende Trennung von plastischem und elastischem Stoß ist einer der Gründe, warum bis auf die erste alle von Descartes verkündeten Stoßregeln falsch sind. Ein zweiter Grund liegt in der Nichtbeachtung des vektoriellen Charakters des Impulses. In seiner vierten Stoßregel behauptet Descartes: „Wenn C ganz ruht und etwas größer als B ist, so würde B, mit welcher Geschwindigkeit es sich auch gegen C bewegte, dasselbe doch niemals in Bewegung setzen, sondern es würde von ihm in entgegengesetzter Richtung zurückgestoßen werden.“ Dies stünde zwar im Einklang mit der Energieerhaltung, würde aber die Impulserhaltung eklatant verletzen.
Zurückweisung der beobachtenden Naturwissenschaft
Möglicherweise war Descartes schon bewusst, dass manche dieser Ergebnisse seiner rationalistischen Spekulationen nicht zutreffen können. Vorsichtshalber stellt er in einer Schlussbemerkung zu seinen Stoßgesetzen die aus Denken gewonnene Erkenntnis ein für alle Mal über die aus Beobachtung gewonnene:
„Auch bedarf es für diese Bestimmungen keiner Beweise, weil sie sich von selbst verstehen, und selbst wenn uns die Erfahrung das Gegenteil zu zeigen schiene, würden wir trotzdem genötigt sein, unserer Vernunft mehr als unseren Sinnen zu vertrauen.“
Auf der Basis dieser physikalischen Grundlagen entwickelt Descartes eine komplizierte Theorie zur Entstehung des Kosmos und unseres Planetensystems, wobei er als Ausgangspunkt lediglich eine von Gott geschaffene Ansammlung von Materiewirbeln annimmt (Wirbeltheorie). Daraus werden schrittweise alle beobachtbaren Himmelserscheinungen erklärt. Ebenso versucht sich Descartes an Erklärungen für die Entstehung der Erde und die auf ihr beobachteten Naturphänomene, wie Schwerkraft, Aggregatzustände (fest, flüssig), Eigenschaften von Mineralien, Feuer, Magnetismus und vieles mehr. Besondere Bedeutung kommt seiner Theorie der Lichtausbreitung zu, wonach diese durch Druckübertragung zwischen den sogenannten „Himmelskügelchen“ erfolgt. Diese Vorstellung wirkte in der Hypothese vom Lichtäther fort und bereitete den Boden für die Wellentheorie des Lichts.

### Physiologie

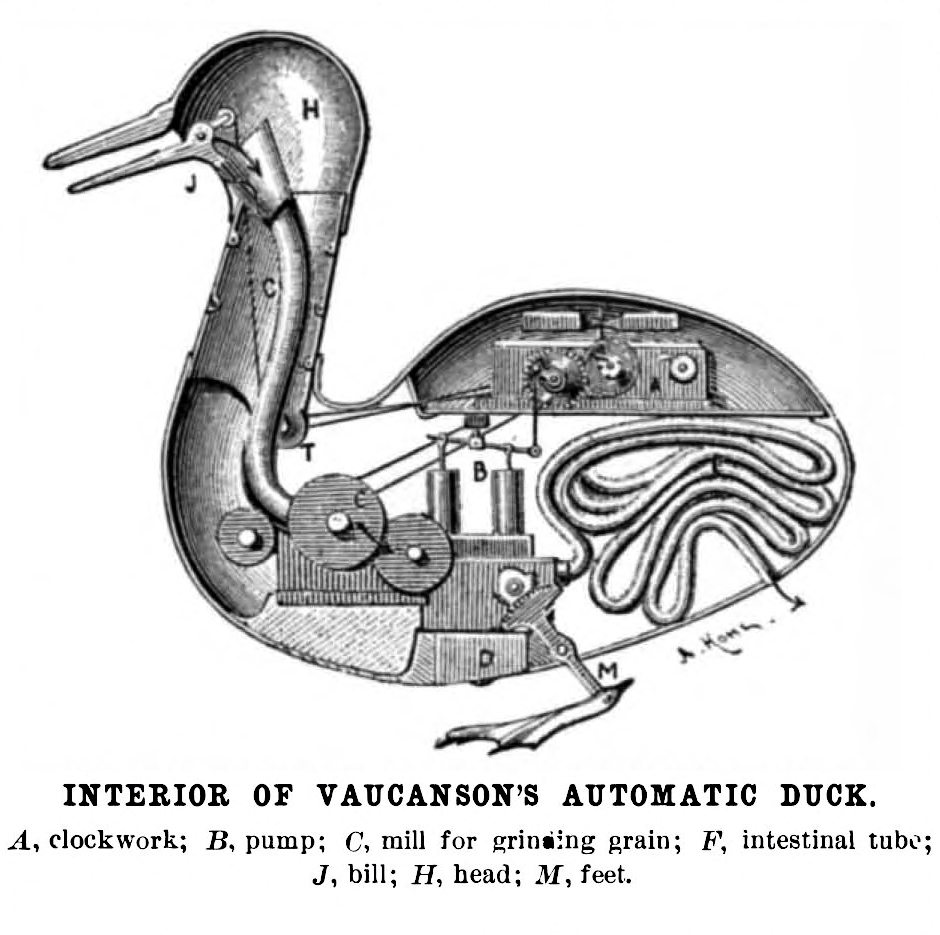
Mechanisches Tier des Jacques de Vaucanson

Für Descartes waren physiologische Modellvorstellungen integraler Bestandteil seiner Philosophie. Die aristotelische Hervorhebung des Organischen negiert Descartes. Er reduzierte den lebenden Organismus des Menschen auf dessen Mechanik und wurde damit zum Begründer der neuzeitlichen Iatrophysik, in der Menschenmodelle und (versuchte oder gedachte) Konstruktionen von Menschenautomaten eine wichtige Rolle spielten.
Der menschliche Körper wird einmal als bloße „Gliedermaschine“, dann wieder als „Leichnam“ beschrieben. Diese Betrachtung hat ihre Fortsetzung in der Denkweise, den Menschen körperlich als mechanischen Apparat, also als Maschine zu betrachten und sein Denken heute beispielsweise mit dem Funktionieren von Computern zu vergleichen, wenn nicht gleichzusetzen.
Aus Furcht vor der Inquisition veröffentlichte Descartes seine Schrift Traité de l’homme („Abhandlung über den Menschen“, 1632) zeitlebens nicht; sie erschien erst 1662 unter dem Titel De homine.
René Descartes war allerdings durchaus religiös; seine Aufteilung des Menschen in einen mechanisch funktionierenden Organismus und eine Seele ist wohl sein bekanntester und auch meist kritisierter Denkansatz geblieben. In der zweiten Meditation erklärt Descartes kurioserweise indirekt – ganz aristotelisch – die Seele als das, was den Unterschied zwischen einem Leichnam und einem lebendigen Menschen ausmacht. Descartes hat Aristoteles selbst allerdings kaum rezipiert, sehr wohl aber die Schriften der Scholastik, in denen man sich vielfach auf Aristoteles bezog.

## Wirkungsgeschichte
Descartes hat die Philosophie bis in die Gegenwart hinein stark beeinflusst, und zwar vorwiegend dadurch, dass er Klarheit und Differenziertheit des Denkens zur Maxime erhob. Auch die Geisteshaltung des Szientismus geht zum Teil auf ihn zurück.
Aufgrund des Influxus-physicus-Problems wurden die Thesen Descartes’ noch im 17. Jahrhundert zum später sogenannten Okkasionalismus weiterentwickelt. Deren Vertreter wurden daher in der zeitgenössischen Diskussion als die „Cartesianer“ wahrgenommen. Einflussreich wurden etwa die Lehren von Nicolas Malebranche und Arnold Geulincx diskutiert. Sie verteidigten den cartesianischen Substanzdualismus mit der korrigierenden These, dass nicht ein physikalischer Einfluss, sondern vielmehr Gott zwischen Körper und Geist vermittle.
Blaise Pascal lehnt die Gottesbeweise als rational unentscheidbar ab und kritisiert, dass Gott bei Descartes zum bloßen „Lückenbüßer“ verkommt, der die Verbindung zwischen res cogitans und res extensa herstellen müsse: „Der Gott Abrahams ist nicht der Gott der Philosophen“, schreibt Pascal in seinen Pensées. Pascal wandelt Descartes’ Dualismus in eine dreiteilige Systematik ab: An die Seite von res extensa (Körperliches) und res cogitans (Gedankliches) stellt er das „Herz“ oder den „Geist des Feinsinnes“.
Kant kritisiert in der Kritik der reinen Vernunft den „problematische[n] Idealism des Cartesius“ (Immanuel Kant: AA III, 190): Nach Kant setzt die Sicherheit des Ich denke, bei der Descartes ansetzt, eine innere Erfahrung (Zeitwahrnehmung) voraus. Für die Bestimmung des Subjekts in der Zeit sei aber wiederum eine äußere (räumliche) Erfahrung Grundbedingung. Daher könne die eigene Existenz nicht gewisser sein als die der äußeren Erfahrung.
In seinen Geschichtsvorlesungen lobt Georg Wilhelm Friedrich Hegel Descartes ausdrücklich für seine philosophische Innovationskraft: Bei Descartes fange das neuzeitliche Denken überhaupt erst an, seine Wirkung könne nicht breit genug dargestellt werden. Hegel kritisiert allerdings, dass Descartes die Unterscheidung zwischen Verstand und Vernunft noch nicht mache. In Descartes’ archimedischem Denkpunkt des „cogito ergo sum“ sieht Hegel einen Beleg dafür, dass Denken und Sein eine „unzertrennliche Einheit“ bilden (vgl. Parmenides), weil an diesem Punkt Verschiedenheit und Identität zusammenfallen. Hegel übernimmt dieses „Anfangen im reinen Denken“ für seine idealistische Systematik. Descartes’ Gottesbeweis suchte er in Kritik der Überlegungen Kants dagegen weiterzuentwickeln (1831).
Franz von Baader formte das Cogito ergo sum um in Cogitor ergo sum („Ich werde gedacht (vom Absoluten), also bin ich.“).
Auch Friedrich Nietzsche findet zunächst lobende Worte für Descartes, weil dessen Hinwendung zum Subjekt ein „Attentat auf den alten Seelenbegriff“ und somit ein „Attentat auf das Christentum“ sei. Descartes und die Philosophie nach ihm seien also „antichristlich, keineswegs aber antireligiös“. Er nennt Descartes den „Großvater der Revolution, welche der Vernunft allein die Autorität zuerkannte“ (Jenseits von Gut und Böse). Andererseits lehnt Nietzsche aber Descartes’ Dualismus ab und stellt ihm seine eigene Theorie vom „Willen zur Macht“ gegenüber. Er wehrt sich darüber hinaus gegen die „dogmatische Leichtfertigkeit des Zweifelns“ und deutet damit an, dass der radikale Zweifel nicht voraussetzungsfrei stattfinden kann (siehe weiter unten die Einwände von Peirce und Wittgenstein).
Charles Peirce hält Descartes’ radikalen Zweifelsansatz in einem Punkt für übertrieben: Jeder formulierte Zweifel setze nämlich eine „hinlänglich funktionierende Alltagssprache“ voraus. Auch Schelling schlug bereits in diese Kerbe: Sprache lasse sich nicht aus einer ersten vorsprachlichen Gewissheit heraus erst neu konstruieren, denn „wo würden wir beginnen?“
Der frühanalytische Philosoph Bertrand Russell nennt Descartes in seiner History of Western Philosophy den „Begründer der modernen Philosophie“, wendet aber wie Heidegger ein, dass er noch vielen scholastischen Ideen (z. B. Anselms Gottesbeweis) verschrieben sei. Russell schätzt allerdings seinen zugänglichen Schreibstil und würdigt, dass Descartes als erster Philosoph seit Aristoteles ein völlig neues Denksystem errichtet habe. Er hebt dabei v. a. seinen radikalen Zweifelsansatz hervor. Russell hält Descartes’ Erkenntnis für wesentlich, dass alle Objekte bzw. überhaupt jede Art von Gewissheit gedanklich vermittelt seien. Dieser Gedanke werde eine zentrale Stellung bei den Rationalisten einnehmen. Während die Idealisten diese Einsicht „triumphalistisch“ übernähmen, würden die britischen Empiristen sie bedauernd zur Kenntnis nehmen. Russell kritisiert auch, dass das „Ich denke“ als Prämisse ungültig sei. In Wirklichkeit müsste Descartes sagen: „There are thoughts.“ („Es gibt Gedanken“). Schließlich sei das „Ich“ ja nicht gegeben.
In den Cartesianischen Meditationen (CM) übernimmt Edmund Husserl von Descartes das ego cogito als apodiktisch gewissen Urteilsboden, auf dem die Philosophie zu begründen sei (CM § 8). Entgegen der descartschen Zweifelsmethode führt die von Husserl inaugurierte Methode der Epoché jedoch nicht zu einer innerweltlichen Subjektivität, sondern zu einem extramundanen, transzendentalen Bewusstsein. Descartes verfehlt nach Husserl also die transzendentale Wende, weil er in dem apodiktischen Ego immer noch ein „kleines Endchen der Welt“ gerettet zu haben glaube (CM § 10).
Martin Heidegger sieht in Descartes den Schlüssel zur Wissenschaftsgenese der Neuzeit. Durch die (anti-aristotelische) Einklammerung der Qualitäten des Organischen und durch Fixierung auf die Quantifizierung der Objektwelt stelle seine Philosophie den Beginn der unheilvollen technischen Beherrschung der Welt dar. Für Heidegger ist der Zweifelsansatz nur scheinbar neu, denn Descartes sei noch fest in der Scholastik verankert. Im „cogito ergo sum“ sieht Heidegger die „Pflanzung eines verhängnisvollen Vorurteils“, denn Descartes erkunde zwar die cogitatio, nicht aber die „Ontologie des sum“.
Auch Ludwig Wittgenstein wendet ein, dass ein absolut sicher gewusstes (vorsprachliches) Fundament gedanklich nicht vollständig einholbar sei, denn alles geschehe immer schon innerhalb eines präsupponierten (vorausgesetzten) Systems.
Von dem Historiker und Philosophen Wilhelm Kamlah wurde Descartes als erster herausragender Repräsentant der in der oberitalienischen Werkstättentradition der Renaissance entwickelten „Neuen Wissenschaft“(-sauffassung) mit ihrer spezifischen „methodisch durchgeklärten Verbindung von mathematischer Theorie und technischer Empirie“ gewürdigt, die zur Grundlage des modernen Szientismus wurde. Deswegen werde er als „erster philosophischer Dogmatiker der Mechanik […] sachlich und historisch umfassender“ verstanden denn als „Philosoph des cogito sum, der Entdeckung des Selbst aus dem Zweifel“.
Der Soziologe Norbert Elias sieht in seiner wissenssoziologischen Analyse Descartes als einen prototypischen Vertreter der durch den westeuropäischen Integrations- und Staatsbildungsprozess verursachten Individualisierung. Descartes’ Philosophie sieht Elias als unreflektierten Ausfluss der damals noch seltenen und seit dem 19. Jahrhundert in Europa weit verbreiteten menschlichen Selbsterfahrung als isoliertem Individuum, als „homo clausus“, als „wir-losem Ich“, die seitdem die klassische Erkenntnistheorie prägte und begrenzte.
Für Foucault zeigt sich bei Descartes Bild der Maschine „Mensch“ die erste neuzeitlich-philosophische Grundlage für die Herausbildung der technokratischen und disziplinierenden Prozesse, die im 18. Jahrhundert eine neue Politik des Körpers und einer neuen Ökonomie der Macht (Biomacht) einläuteten.
Die Theologin Uta Ranke-Heinemann greift die religionsphilosophischen Gedanken von Descartes zum Beweis der Existenz Gottes und zum Leben nach dem Tod auf. Descartes unterscheidet zwischen hartem und sanftem Beweisen, d. h. zwischen convaincre von lat.vincere = (mit schlagendem Beweis) besiegen und persuader von lat.suavis = süß, lieblich. Die Liebe Gottes lässt sich – wie alle Liebe – nicht „hart“ beweisen. (Vgl. dagegen Blaise Pascal: „Der Gott Abrahams ist nicht der Gott der Philosophen“). Erkenntnisleitendes Interesse der Theologin ist die Frage nach einem Leben nach dem Tod. Denn „Gott ist nicht ein Gott von Toten, sondern von Lebendigen“ (Mk 12,27). Nach dem Verlust ihres Glaubens sei ihr „der Anfang und der Schluss des christlichen Glaubensbekenntnisses: Gott und ewiges Leben“ geblieben: „die Hoffnung und die Liebe“ (Nein und Amen. Mein Abschied vom traditionellen Christentum. 7. Auflage. München 2007, S. 413 ff.).

## Schriften

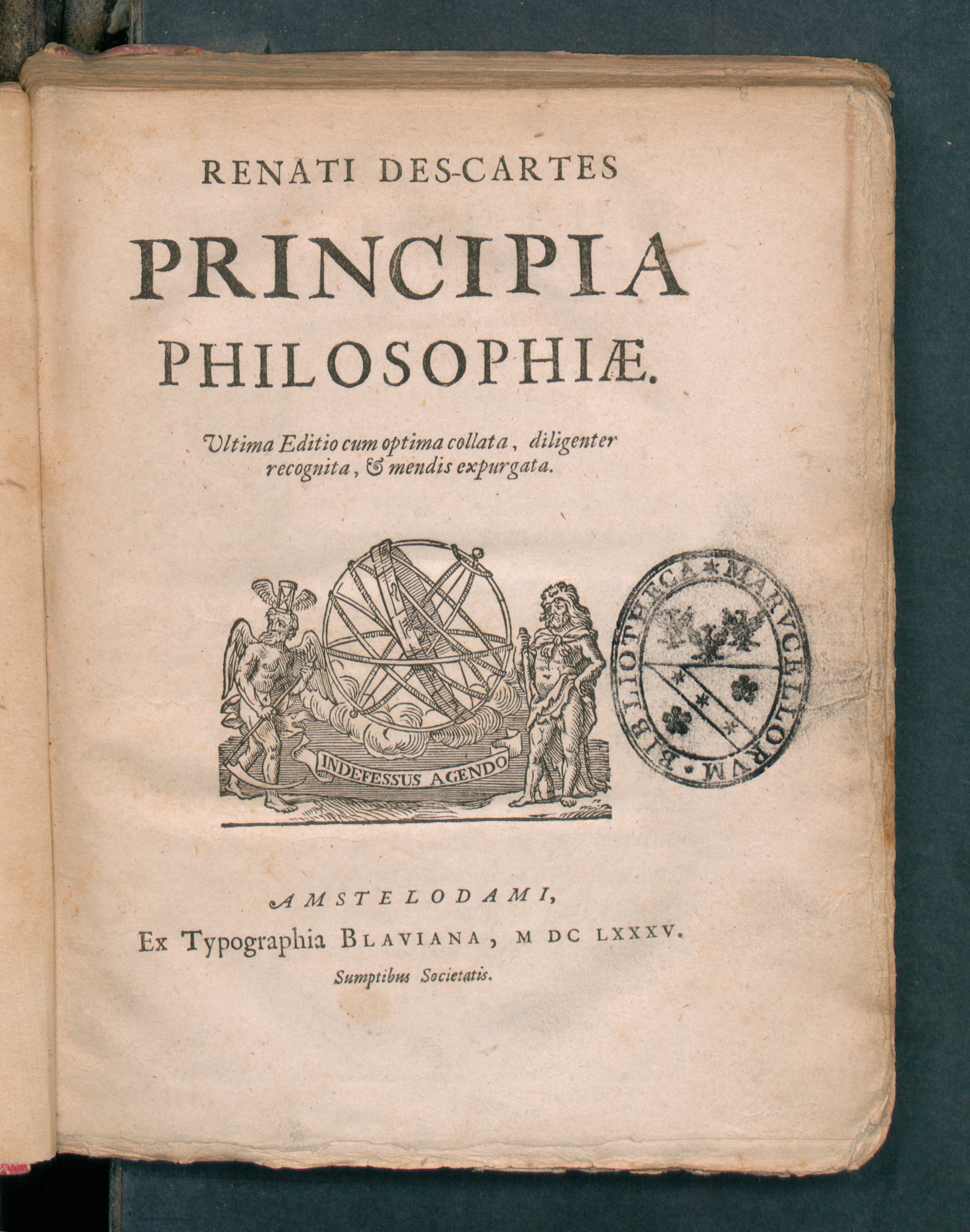
Principia philosophiae, 1685

- Musicae compendium. (1618), deutsch „Leitfaden der Musik“. Herausgegeben, ins Deutsche übersetzt und mit Anmerkungen versehen von Johannes Brockt, Wissenschaftliche Buchgesellschaft, Darmstadt 2011, ISBN 978-3-534-24307-5. Titelseite und Inhaltsverzeichnis  https://d-nb.info/920058590/04
- Regulae ad directionem ingenii, deutsch „Regeln zur Ausrichtung der Erkenntniskraft oder Regeln zur Leitung des Geistes“ (ca. 1628)
- Inquisitio veritatis per lumen naturale, deutsch „Untersuchung der Wahrheit mithilfe der natürlichen Erkenntnis“ (ca. 1631)
- Discours de la méthode pour bien conduire sa raison et chercher la vérité dans les sciences. Ian Maire, Leiden 1637 (bei Google Books; deutsch: „Abhandlung über die Methode des richtigen Vernunftgebrauchs und der wissenschaftlichen Wahrheitsforschung“)
  - Anhänge:
  - La Dioptrique („Lichtbrechungslehre“)
  - Les Météores
  - La Géométrie (die Grundlegung der analytischen Geometrie)
- Meditationes de prima philosophia. Michael Soly, Paris 1641 (bei Google Books; „Meditationen über die Grundlagen der Philosophie“ – eines der Hauptwerke des Rationalismus.)
- Principia philosophiae. Louis Elsevier, Amsterdam 1644 (bei Google Books)
  - deutsch „Die Prinzipien der Philosophie“, Felix Meiner Verlag, Leipzig 2005
  - Online bei zeno.org
- Les Passions de l’âme (1649) („Die Leidenschaften der Seele“)
- De homine (postum 1662) („Über den Menschen“)
- Le Monde de M. Descartes (postum 1664) („Die Welt des Herrn Descartes“)

### Gesamtausgaben
- Charles Adam, Paul Tannery (Hrsg.): Œuvres de Descartes (11 Bände + Anhang), Léopold Cerf, Paris 1897–1913 (französisch und lateinisch)

1. Correspondance Avril 1622 – Février 1638, 1897
2. Correspondance Mars 1638 – Décembre 1639, 1898
3. Correspondance Janvier 1640 – Juin 1643, 1899
4. Correspondance Juillet 1643 – Avril 1647, 1901
5. Correspondance Mai 1647 – Février 1650, 1903
6. Discours de la méthode & Essais, 1902
7. Meditationes de prima philosophia, 1904
8. Principia philosophiæ / Epistola ad G. Voetium. Lettre apologetique. Notæ in programma, 1905 (zwei Teile)
9. Meditations et Principes. Traduction française, 1904 (zwei Teile)
10. Physico-mathematica. Compendium musicæ. Regulæ ad directionem ingenii. Recherche de la verité. Supplément a la correspondance, 1908
11. Le monde. Description du corps humain. Passions de l’ame. Anatomica. Varia, 1909
12. Vie & œuvres de Descartes. Étude historique / Supplément. Index générale, 1910/1913 (zwei Teile; Jahrbuch-Rezension)

- F. Alquié (Hrsg.): Oeuvres philosophiques. 3 Bände, Paris 1963–1973.

### Neuere Ausgaben
- Meditationen über die Grundlagen der Philosophie mit den sämtlichen Einwänden und Erwiderungen. Übers. u. hrsg. v. Artur Buchenau. Meiner, Hamburg 1994, ISBN 3-7873-0030-9.
- Meditationes de prima philosophia. Lat. mit dt. Vorwort. C. Grumbach, Leipzig 1913 Project Gutenberg eText
- Meditationes de prima philosophia. Lat.-dt., hrsg. v. Lüder Gäbe. Meiner, Hamburg 1992, ISBN 3-7873-1080-0.
- Meditationen über die Grundlagen der Philosophie. Hrsg. v. Lüder Gäbe. Meiner, Hamburg 1993, ISBN 3-7873-0032-5.
- Die Prinzipien der Philosophie. Übers. v. Christian Wohlers. Meiner, Hamburg 2005, ISBN 3-7873-1697-3.
- Discours de la méthode. Franz.-dt., übers. u. hrsg. v. Lüder Gäbe. Meiner, Hamburg 1997, ISBN 3-7873-1341-9.
- Regulae ad directionem ingenii. Lat.-dt., übers. u. hrsg. v. Heinrich Springmeyer, Lüder Gäbe u. Hans Günter Zekl. Meiner, Hamburg 1993, ISBN 3-7873-0265-4.
- Gespräch mit Burman. Lat.-dt., übers. u. hrsg. v. Hans W. Arndt. Meiner, Hamburg 1982, ISBN 3-7873-0501-7.
- Die Leidenschaften der Seele. Franz.-dt., übers. u. hrsg. v. Klaus Hammacher. Meiner, Hamburg 1996, ISBN 3-7873-1308-7.
- Les Météores / Die Meteore. Faksimile der Erstausgabe 1637. Hrsg., übers., eingel. und komm. von Claus Zittel, Klostermann, Frankfurt am Main 2006, ISBN 3-465-03451-1.
- Über den Menschen (1632) sowie Beschreibung des menschlichen Körpers (1648). Übersetzt, eingeleitet und kommentiert von Karl Eduard Rothschuh, Heidelberg 1969.
- Compendium Musicæ / Abriss der Musik. Lat.-dt., kommentierte Neuausgabe v. Rolf Ketteler, Olms, Hildesheim 2022, ISBN 978-3-487-16113-6.

### Texte von Descartes
- Werke von René Descartes im Project Gutenberg
- Werke von René Descartes im Projekt Gutenberg-DE
- Texte in der Bibliotheca Augustana (lateinisch)
- Werke von René Descartes bei Zeno.org. (deutsche Übersetzungen von Julius von Kirchmann)
- Discours de la méthode – Auszug aus dem 4. Kapitel auf Deutsch, übersetzt von Hans-Heinrich Fortmann
- Descartes, René bei IntraText
- Abhandlung über die Methode des richtigen Vernunftgebrauchs in der Übersetzung von Kuno Fischer
- Betrachtungen über die Grundlagen der Philosophie. [Enthaltend den Beweis für das Dasein Gottes und den Wesens-Unterschied zwischen Leib und Seele] Übersetzt und eingeleitet von Ludwig Fischer

### Informationen über Descartes
- Literatur von und über René Descartes im Katalog der Deutschen Nationalbibliothek
- Werke von und über René Descartes in der Deutschen Digitalen Bibliothek
- John J. O’Connor, Edmund F. Robertson: René Descartes. In: MacTutor History of Mathematics archive (englisch).
- Druckschriften von und über René Descartes im VD 17.
- Gary Hatfield: René Descartes. In: Edward N. Zalta (Hrsg.): Stanford Encyclopedia of Philosophy.
- Kurt Smith: Descartes’ Life and Works. In: Edward N. Zalta (Hrsg.): Stanford Encyclopedia of Philosophy.
- Tarek R. Dika: Descartes’ Method. In: Edward N. Zalta (Hrsg.): Stanford Encyclopedia of Philosophy.
- Justin Skirry: René Descartes (1596–1650). In: James Fieser, Bradley Dowden (Hrsg.): Internet Encyclopedia of Philosophy.
- Saja Parvizian: René Descartes: Ethics. In: James Fieser, Bradley Dowden (Hrsg.): Internet Encyclopedia of Philosophy.
- Justin Skirry: René Descartes: The Mind-Body Distinction. In: James Fieser, Bradley Dowden (Hrsg.): Internet Encyclopedia of Philosophy.
- Fred Wilson: René Descartes: Scientific Method. In: James Fieser, Bradley Dowden (Hrsg.): Internet Encyclopedia of Philosophy.
- Rudolf Eisler: René Descartes in: R. Eisler: Philosophen-Lexikon, Berlin 1912, S. 119–124. (e-Text bei zeno.org)
- Daniel Garber: Descartes, René (1596–1650), in E. Craig (Hrsg.): Routledge Encyclopedia of Philosophy, London 1998.
- Andreas Preußner: Descartes, René im UTB-Online-Wörterbuch Philosophie